# シルプレビル
シルプレビル（英: Ciluprevir）はC型肝炎の治療薬として実験的に使用されていた。Boehringer Ingelheimが製造し、BILN 2061の研究コードで開発された。 first-in-class NS3/4Aプロテアーゼ阻害剤として臨床開発に入り、ヒトで試験された 。シルプレビルは、HCV遺伝子型1a（Ki=0.3 nM）及び1b（Ki=0.66 nM）のNS3/4Aプロテアーゼに対する強力な競合的可逆的阻害剤である。代表的なセリンプロテアーゼ、システインプロテアーゼ、ヒト白血球エラスターゼ、カテプシンBに対して、NS3プロテアーゼに優れた選択性を示す（IC50＞30μM）。
開発は動物における毒性のために第Ib相臨床試験で中止された。シルプレビルの骨格は、シメプレビル（TMC-435）やダノプレビルなどの新しい大員環化合物阻害剤の設計に利用された。